# A Bola (Hiszpania)
A Bola – gmina w Hiszpanii, w prowincji Ourense, w Galicji, o powierzchni 34,9 km². W 2011 roku gmina liczyła 1398 mieszkańców.